# Brunfelsia burchellii
Brunfelsia burchellii är en potatisväxtart som beskrevs av T. Plowman. Brunfelsia burchellii ingår i släktet Brunfelsia och familjen potatisväxter. Inga underarter finns listade i Catalogue of Life.